# Myophthiria neotropica
Myophthiria neotropica är en tvåvingeart som först beskrevs av Joseph Charles Bequaert 1943.  Myophthiria neotropica ingår i släktet Myophthiria och familjen lusflugor.
Artens utbredningsområde är Venezuela. Inga underarter finns listade i Catalogue of Life.